# کارنی (مریلند)
کارنی (به انگلیسی: Carney) شهری در ایالت مریلند کشور ایالات متحده آمریکا است که جمعیت آن در سرشماری سال ۲۰۱۰ میلادی، ۲۹٬۹۴۱ نفر بوده‌است.